# ソマス・パレオロゴス
ソマス・パレオロゴス（ギリシャ語: Θωμάς Παλαιολόγος, ラテン文字転写: Thomas Palaiologos、1409年 - 1465年5月12日）は、東ローマ帝国地方統治官、モレアス専制公（在位：1428年 - 1460年）。マヌイル2世パレオロゴス帝と皇妃エレニ・パレオロギナ・ドラガシュの第6子（末子）。古典式慣例表記ではトーマース・パライオロゴス（トマス、トーマスとも）。

## 生涯
1417年9月、僅か8歳でペロポニソス半島、モレアス専制公領に派遣され、以後、生涯の大半をこの地で送る事になる。まだ幼年であったのですぐに行政職には参加しなかったが、将来の共同統治を見据えての派遣であったと思われる。
1428年、兄セオドロス2世が隠退と修道院入りの意向を示したのを期に、長兄ヨハネス8世が弟コンスタンディノス専制公（後の皇帝コンスタンディノス11世パレオロゴス）を伴いペロポニソス半島に来訪、その決定に基づいてセオドロス2世、コンスタンディノス、ソマスの3人による共同統治体制が発足する。ソマスはまだ専制公称号を受け取っていなかったが統治の一員となり、カラヴリタに行政府を構えた。
統治者としてのソマスの最初の任務は、兄コンスタンディノスと協同の、半島に残存するアカイア公国勢力に対する征服戦争であった。1429年、コンスタンディノスは大司教領パトラ包囲戦に乗り出し、ソマスはその側面を支援する形でアカイア公チェントゥリオーネ2世アサン・ザッカリア（在位：1402年 - 1432年）の居城ハランドリツァを攻撃した。戦局は優位に進み、チェントゥリオーネ2世は娘カテリーナとソマスの結婚、及び娘の嫁資としてアカイア公領全土の譲渡に同意した。ソマスとカテリーナの結婚は1430年1月にミストラスで執り行われた。同年8月、ソマスは正式に専制公に叙せられた。
ソマスは共同統治者であるコンスタンディノスとは良好な協力関係を築き、コンスタンディノスの主導する政策を助けた。1444年に始まるコンスタンディノスの中央ギリシア遠征、1446年にオスマン帝国のムラト2世の侵攻に対する防衛戦に於いて、ソマスはコンスタンディノスを側面から支援した。
1448年6月にセオドロス2世、同年10月にヨハネス8世が死去すると、帝位継承を巡りコンスタンディノスと弟ディミトリオスが対立したが、ソマスは母である皇太后エレニらと共にコンスタンディノスを支持しその登極を実現させた。翌1449年1月にコンスタンディノス11世がミストラスで戴冠しコンスタンティノポリスに到着すると、ソマスはディミトリオスと共にモレアス専制公領の共同統治者に任命された。ディミトリオスがミストラスを行政府として半島の南東部を、ソマスはパトラを行政府として半島北西部を統治する事となった。
ディミトリオスとの共治は不安定な状況にあった。両者の個人的不仲、東西教会合同を推し親ラテン派のソマスと、合同に反対し親トルコ（オスマン朝）派のディミトリオスの間での宗教的・外交的な相違など、数多くの対立要素を抱えていた。1453年初頭のオスマン軍の半島侵攻に対して両者は協力してこれを撃退したものの、包囲された首都の救援は実現しなかった。
1453年5月29日のコンスタンティノポリス陥落後、ソマスとディミトリオスの対立は表面化し、領内の有力者やアルバニア人勢力の離反がこれに拍車をかける。加えて、ヴェネツィア共和国、オスマン朝がこうした状況に介入し、領内の混乱は一層深まった。
ソマスは状況の打開を西欧・カトリック勢力との連携と新たな十字軍に求める。彼はローマ教皇ピウス2世に使節を送り、マントヴァ教会会議に於ける新たな十字軍派遣の決定を訴えた。しかし教皇と枢機卿ヴィサリオン（ベッサリオン）の尽力にも拘わらず、実質的な支援は殆ど得られなかった。
1460年5月、スルタン・メフメト2世は大軍を率いて直接ペロポニソス半島全土の併合に乗り出した。ディミトリオスは降伏して拘束され、ソマスは抵抗を諦めてヴェネツィア船でケルキラ島に脱出した。彼の支配地域では各要塞・都市が各個に抵抗を続けていたがそれも同年夏まで殆どが終了し、ディミトリオスの支配地域共々、半島全土がオスマン朝の領土に加えられた。
ソマスは1462年、パトラの守護聖人である聖使徒アンドレアス（アンデレ）の頭蓋骨を携えてケルキラからイタリア・ローマに渡った。彼はその聖遺物を教皇ピウス2世に引き渡し、彼からローマ在住の保証と月額300ドゥカートの手当を受け取る事になった。彼はその地でカトリックに改宗し、その後もペロポニソス半島奪回の為の十字軍の結成を訴えたがそれも実らず、1465年5月12日にローマ市内、バチカン近くのサン・スピリト病院で死去した。弟ディミトリオスはオスマン帝国で軟禁状態となり、娘の死後修道院に入って1470年に死去した。

## 人物
ソマスは歴史の中で無個性な人物として描き出されている。彼自身の人格・内面に関する描写は殆どなく、どのような言葉、肉声も（それが本当に彼自身の言葉であったかどうかに関係なく）全く記録されていない。彼の性格に関しては、大人しいが自我の弱い人物であるとする説と、反抗的な貴族を容赦なく粛清した冷酷な人物であるとする説の2つがあるが、これは歴史書が彼に言及する時、あくまで脇役の扱いとして断片的な情報しか与えていない事によるものである。こうした人物像の謎については、兄セオドロス2世、ディミトリオスらについても共通の問題である。

## 家族と子孫
ソマスと妻カテリーナ・ザッカリア（1462年8月26日没）の間には以下の息子2人と娘2人が生まれた。
- 長女エレニ・パレオロギナ（Helene Palaiologina, Ελένη Παλαιολογίνα, 生年不明 - 1473年11月7日）
1446年12月にセルビア公ラザル・ブランコヴィチ（在位：1456年 - 1458年）に嫁ぎ、3人の娘を産んだ。
  - マリア＝イェラチャ　セルビア公（在位：1458年 - 1459年）・ボスニア王（在位：1461年 - 1463年）スティエパン・トマシェヴィチの妻。
  - ミリツァ　イピロス専制公（在位：1448年 - 1449年）・ケファロニア伯（在位：1449年 - 1478年）レオナルド3世トッコの妻
  - イェリナ　アルバニア君主スカンデルベクの息子ギオン・カストリオトの妻

- 長子アンドレアス・パレオロゴス（Andreas Palaiologos, Ανδρέας Παλαιολόγος, 1453年1月17日 - 1502年6月）
父の没後ローマに渡り、ローマ教皇より専制公称号を与えられ、枢機卿ヴィサリオンの庇護下にカトリック教徒として育てられる。後に自ら「ローマ皇帝」を称し、その称号をフランス王シャルル8世に売却するなどして十字軍運動を呼びかけたが功なく、自らはローマで放蕩の人生を送り、1502年に死去した。ローマの町の女カテリーナと結婚し、コンスタンディノスという名の一人息子を残したとされるが、その詳細は不明である。

- 次子マヌイル（Manouel Palaiologos, Μανουήλ Παλαιολόγος, 1455年1月2日 - 没年不明）
兄と共にヴィサリオンの許で育てられるが、その死後はローマを去って、既にオスマン朝の首都となっていたコンスタンティノポリス＝イスタンブールへ赴き、スルタン・メフメト2世から所領を与えられて余生を送った。没年は不明だが、バヤズィト2世（在位：1481年 - 1512年）の時代に死去した事は確実である。以下2人の息子を残した。
  - 長子ヨアニス（Ioannes, Ιωάννης）　父よりは後に若死にしたと伝えられる。イギリス・コーンウォールに残る、ソマスの子孫と目されるパレオロゴス家の始祖ヨアニスと同一と推測されている（ソマスの知られざる第3子の可能性も示唆されている）。
  - 次子アンドレアス（Andreas, Ανδρέας）　セリム1世に召し出され、イスラームに改宗してメフメトと改名し、宮廷官僚としてその生涯を終えている。

- ゾイ（Zoe, Ζωή, 古典式慣例表記ではゾエ、1456年頃 - 1503年）
1472年にソフィヤと改名してモスクワ大公イヴァン3世と結婚し、モスクワが「第3のローマ」となるきっかけを与えた。モスクワ大公ヴァシーリー3世の母。